# Skládací matrace

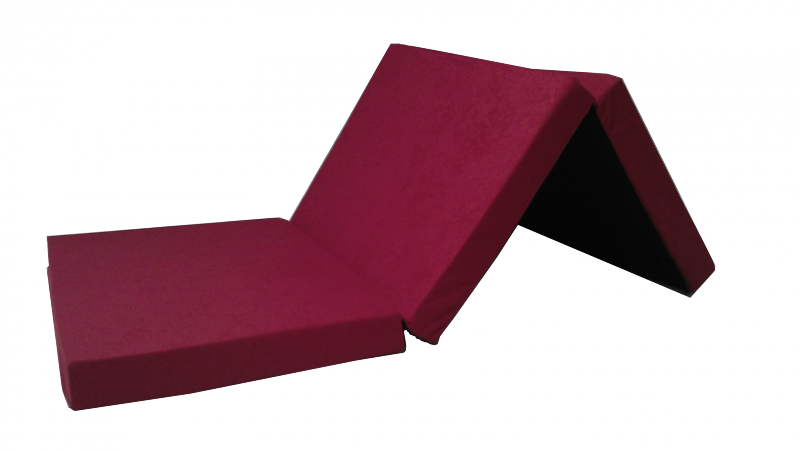
Skládací matrace semišová v červené barvě

Skládací matrace je tvořena ze tří desek, které jsou vyrobené z pěny o objemové hmotnosti RG25. Tyto tři desky jsou vloženy do potahu ze 100% bavlny. Potah skládací matrace je opatřen ještě zipem, což umožňuje její snadné čištění.
Rozkládací matrace ve složeném stavu zabírá poměrně málo místa a může navíc sloužit například jako podnožka či "lenoška". Skládací matrace jistě najde využití v každé domácnosti i na cestách. 

## Nejčastější rozměry skládacích matrací
- rozložená matrace 190 x 80 cm
- složená matrace 80 x 63 x 27 cm
- výška matrace 10 cm

## Využití
- uložení hostů v domácnosti
- přespání na cestách (do stanu, do zadní části vozu)

## Výhody oproti matracím nafukovacím
- delší životnost
- rychlejší příprava lůžka
- nedojde k úplnému nechanickému zničení (např. ostrým předmětem)
- dostatečná opora páteře